# Edward Underdown
(Charles) Edward Underdown, né le 3 décembre 1908 à Londres (Angleterre), mort le 15 décembre 1989 dans le comté d'Hampshire (Angleterre), est un acteur anglais.

## Biographie
Au cinéma, Edward Underdown contribue à quarante-six films (majoritairement britanniques) sortis entre 1934 et 1978, dont La Baie du destin d'Harold D. Schuster (1937, avec Annabella et Henry Fonda), L'Homme d'octobre de Roy Ward Baker (1947, avec John Mills et Joan Greenwood), Plus fort que le diable de John Huston (1953, avec Humphrey Bogart et Jennifer Jones), Khartoum de Basil Dearden (1966, avec Charlton Heston et Laurence Olivier) et The Abdication d'Anthony Harvey (1974, avec Peter Finch et Liv Ullmann).
À la télévision (principalement britannique), il participe à trente-quatre séries entre 1959 et 1980, dont Chapeau melon et bottes de cuir (deux épisodes, 1965-1967), Colditz (un épisode, 1974) et Doctor Who (sa dernière série, épisode Meglos, 1980).
Au théâtre, il joue notamment à Londres dès les années 1930, dans des pièces, comédies musicales et revues, dont la revue Words and Music (en) de Noël Coward (1932, avec John Mills et Romney Brent), la comédie musicale Nymph Errant (en) de Cole Porter (1933, avec Gertrude Lawrence et Elisabeth Welch), ou encore la pièce The Grass Is Greener de Hugh et Margaret Williams (1958, avec Celia Johnson).

## Théâtre (sélection)
(à Londres, sauf mention contraire)
- 1932 : Words and Music (en), revue, musique, lyrics, sketches et mise en scène de Noël Coward
- 1933 : Nymph Errant (en), comédie musicale, musique et lyrics de Cole Porter, livret (d'après le roman éponyme de James Laver) et mise en scène de Romney Brent, chorégraphie d'Agnes de Mille
- 1934 : Streamline, revue, musique de Vivian Ellis, lyrics et sketches d'A. P. Herbert et Ronald Jeans
- 1935 : Stop Press, comédie musicale, musique et lyrics d'Irving Berlin, livret de Moss Hart
- 1935-1936 : Tonight at 8.30 (en), cycle de dix pièces en un acte de (et mise en scène par) Noël Coward, segments Family Album, Still Life, Ways and Means, Shadow Play, We Were Dancing, The Astonished Heart et Hands Across the Sea (Liverpool en 1935 et reprise à Broadway, New York, en 1936)
- 1937 : Vous ne l'emporterez pas avec vous (You Can't Take It With You), pièce de Moss Hart et George S. Kaufman
- 1958 : The Grass Is Greener, pièce de Hugh et Margaret Williams

## Filmographie partielle

### Cinéma
- 1937 : La Baie du destin (Wings of the Morning) d'Harold D. Schuster : Don Diego
- 1947 : L'Homme d'octobre (The October Man) de Roy Ward Baker : un contrôleur des passeports
- 1950 : Trois des chars d'assaut (They Were Not Divided) de Terence Young : Philip Hamilton
- 1953 : Plus fort que le diable (Beat the Devil) de John Huston : Harry Chelm
- 1954 : Casaque arc-en-ciel (The Rainbow Jacket) de Basil Dearden : Tyler
- 1958 : Chef de réseau (The Two-Headed Spy) d'André de Toth : Kaltenbrunner
- 1961 : Le Jour où la Terre prit feu (The Day the Earth Caught Fire) de Val Guest : Dick Sanderson
- 1964 : La Femme de paille (Woman of Straw) de Basil Dearden : le premier directeur
- 1965 : Le Train des épouvantes (Dr. Terror's House of Horrors); film à sketches de Freddie Francis, segment Le Loup-garou (Werewolf) : Tod
- 1965 : Opération Tonnerre (Thunderball) de Terence Young : Sir John, Air vice-marshal
- 1966 : La Fantastique Histoire vraie d'Eddie Chapman (Triple Cross) de Terence Young : un Air marshal
- 1966 : Khartoum de Basil Dearden : Colonel William Hicks
- 1969 : The Magic Christian de Joseph McGrath : Prince Henry
- 1971 : La Vallée perdue (The Last Valley) de James Clavell : le paysan difforme
- 1973 : Digby (Digby, the Biggest Dog of the World) de Joseph McGrath : le grand-père
- 1974 : The Abdication d'Anthony Harvey : Gustave II Adolphe

### Télévision
(séries)
- 1963 : Espionage, saison unique, épisode 11 A Camel to Ride de Fielder Cook : Colonel Shabar
- 1964-1966 : Destination Danger (Danger Man)
  - Saison 2, épisode 3 La Ville fantôme (Colony Three, 1964 : Lord Anthony Denby) de Don Chaffey et épisode 18 Obsession (The Ubiquitous Mr. Lovegrove, 1965 : Capitaine Morgan) de Don Chaffey
  - Saison 3, épisode 18 La Partie de chasse (The Hinting Party, 1966) de Pat Jackson : Max Dell
- 1965 : Le Saint (The Saint), saison 3, épisode 15 Le Fourgon postal (The Set-Up) de Roy Ward Baker : Jack Laurie
- 1965-1967 : Chapeau melon et bottes de cuir (première série, The Avengers)
  - Saison 4, épisode 7 Cœur à cœur (The Murder Market, 1965) de Peter Graham Scott : Jonathan Stone
  - Saison 5, épisode 7 Le Mort vivant (The Living Dead, 1967) de John Krish : Rupert
- 1967-1968 : L'Homme à la valise (Man in a Suitcase), saison unique, épisode 2 L'Enlèvement (All That Glitters, 1967 : Rankin) d'Herbert Wise et épisode 30 L'Avion pour Andorre (Night Flight to Andorra, 1968 : John Maxted) de Freddie Francis
- 1970 : Le comte Yoster a bien l'honneur (Graf Yoster gibt sich die Ehre), saison 3, épisode 9 Castor und Pollux de Michael Braun : Pollux O'Donnell
- 1974 : Maîtres et Valets (Upstairs, Downstairs), saison 4, épisode 2 News from the Front : Général Nesfield
- 1974 : Colditz, saison 2, épisode 3 Odd Man In de Terence Dudley : Colonel Mansell
- 1980 : Doctor Who, saison 18, épisode 2 Meglos (parties I à IV) : Zastor